# Малыкла
Малыкла — железнодорожная станция Волго-Камского региона Куйбышевской железной дороги. Расположена в селе Новая Малыкла Ульяновской области. Находится на участке с тепловозной тягой Ульяновского хода Транссиба. Начало эксплуатации в 1929 году.

## История
В 1900 году была проложена Мелекесская железнодорожная дорога от станции Часовня до станции Мелекесс. В 1907 году было образовано акционерное общество «Волго-Бугульминская железная дорога» с администрацией в городе Симбирске, а подъездной путь продлили от Мелекесса до Бугульмы. В 1929 году у села Новая Малыкла открылась железнодорожная станция.

## Деятельность
На станции осуществляются:
- Посадка и высадка пассажиров на поезда пригородного и местного сообщения. Приём и выдача багажа не производится[5].

## Дальнее следование по станции
По состоянию на 2024 год через станцию курсируют следующие поезда дальнего следования:

### Круглогодичное движение поездов
| № поезда | Маршрут движения      | № поезда | Маршрут движения      |
| -------- | --------------------- | -------- | --------------------- |
| 63       | Димитровград — Москва | 64       | Москва — Димитровград |
| 115      | Уфа — Москва          | 116      | Москва — Уфа          |
| 347      | Уфа — Санкт-Петербург | 348      | Санкт-Петербург — Уфа |
| 353      | Пермь — Адлер         | 354      | Адлер — Пермь         |
| 391      | Челябинск — Москва    | 392      | Москва — Челябинск    |
| 609      | Уфа — Ульяновск       | 610      | Ульяновск — Уфа       |

### Сезонное движение поездов
| № поезда | Маршрут движения      | № поезда | Маршрут движения      |
| -------- | --------------------- | -------- | --------------------- |
| 251      | Димитровград — Москва | 252      | Москва — Димитровград |
| 451      | Ижевск — Адлер        | 452      | Адлер — Ижевск        |